# 長野県松代高等学校
長野県松代高等学校（ながのけんまつしろこうとうがっこう）は、長野県長野市にある公立高等学校である。
文化祭は「松濤祭」（しょうとうさい）と称する。

## 沿革
- 1906年5月 - 長野県松代町立乙種農業学校として開校。
- 1908年4月 - 商業科を設置し、長野県松代町立乙種農商学校に改称。
- 1917年8月 - 女子部を併設し、松代実科学校と改称。
- 1920年4月 - 松代実科高等女学校を独立設置。
- 1925年3月 - 農業科を廃止し、甲種松代商業学校と改称。
- 1928年4月 - 松代実科高等女学校が長野県松代高等女学校に改称。
- 1941年5月 - 長野県松代高等女学校を組合立に移管。
- 1944年2月 - 長野県松代女子商業学校を併設。
- 1948年4月1日 - 学制改革により、長野県松代商業学校と長野県松代高等女学校を統合し、長野県松代高等学校となる。定時制課程を併設。長野県松代女子商業学校を廃止。
- 1949年4月1日 - 長野県へ移管。
- 2002年3月31日 - 定時制廃止。
- 2006年7月28日 - 野球部が全国高等学校野球選手権長野大会において優勝、甲子園初出場を決めた。
- 2006年8月8日 - 野球部が第88回全国高等学校野球選手権大会において鳥取代表・倉吉北高校に勝ち、甲子園初出場初勝利を成し遂げた（1回戦：倉吉北7-6、2回戦：八重山商工3-5）。
- 2006年9月15日 - 長野県長野南高等学校との統合案を県議会が否決。
- 2006年10月21日 - 創立百周年記念式典が行われた。

## 出身者
- ダン池田（バンドマスター、転校編入・卒業）
- アブドーラ・小林（プロレスラー）
- 高山邦男（プロ野球選手）
- 聖澤諒（プロ野球選手）

## 交通
- 長電バス R 屋代須坂線
- アルピコ交通 30・48・130
  - 以上の路線で、｢松代高校｣下車[1]